# Phoenix (planta)
Phoenix es un género con once especies de plantas con flores perteneciente a la familia de las palmeras (Arecaceae), distribuidas desde Canarias, pasando por el norte de África y el Sur de Asia, hasta el Extremo Oriente. Es el único género de la tribu Phoeniceae.

## Descripción
Son palmeras arbustivas o arbóreas, dioicas, con el tronco cubierto por las bases de las hojas dispuestas espiralmente. Estas últimas son pinnadas, marcescentes con pecíolo generalmente corto, raquis alargado y foliolos simples, alineados o dispuestos en grupos, los basales transformados en espinas. 
Las inflorescencias, péndulas, se sitúan por debajo de las hojas, las masculinas y femeninas similares. La espata es coriácea. Las flores, bracteadas, tienen 3 sépalos obtusos, soldados en la base y formando una cúpula; los pétalos, también en número de 3, son agudos o redondeados, de longitud mucho mayor que los sépalos. Hay 6 estambres y 6 estaminodios solo en las flores femeninas. El gineceo es tricarpelar con estigmas curvados hacia fuera. 
El fruto es una baya (con aspecto de drupa) elipsoidal, con exocarpo liso, mesocarpo carnoso y endocarpo membranáceo. Las semillas son de forma elipsoidal, subcilíndrica o plano-convexa, rugosa, con un surco lateral y el epispermo es de consistencia pétrea mientras el endosperma es homogéneo (no ruminado).
Caracteres diferenciales.
Son palmeras con hojas pinadas y sin la columna de vainas abrazadoras que él llama capitel, hojas armadas (los folíolos proximales modificados como espinas), con uno o varios troncos debido a la formación de hijuelos, las vainas son fibrosas, el pecíolo corto o inexistente ya que la primera espina es en realidad la primera pina, raquis muy alargado que termina en un folíolo (hojas imparipinadas), folíolos agrupados de forma diversa a cada lado del raquis. 
Para comprobar rápida y fácilmente que una palmera con hojas pinadas pertenece al género Phoenix podemos fijarnos en tres detalles relativos a sus foliolos: los de la parte basal de cada hoja están convertidos en espinas verdes o verde-amarillentas, más o menos cortas o largas (se denominan acantófilos) los ápices de los foliolos son enteros y agudos (a veces nos parecerán bífidos debido al viento o a los roces con otras hojas); y cada uno de los foliolos está plegado de manera que su sección es una V, quedando su cara cóncava hacia el haz, como en una acequia o una canoa (son foliolos induplicados). 
"Estas tres características juntas sólo se dan en este género, y gracias a ello resulta fácil distinguir estas palmeras de otras que puedan parecérseles, como Butia, Elaeis, Jubaea, Syagrus schizophylla, etc. Hay otro detalle relativo a los foliolos, mucho más nimio y difícil de observar: que lo que parece el nervio central no lo es propiamente; pero eso sólo lo notan con facilidad los especialistas en haces vasculares, células de expansión y demás detallitos de anatomía vegetal. Y otra peculiaridad más, que no veremos en otros géneros, consiste en que las hojitas nuevas todavía cerradas presentan unas laminillas o pielecillas finísimas a las que llaman "haut", palabra alemana que significa cutis, y cuya posible utilidad se desconoce." 
Según el autor, determinar este género es fácil, pero determinar la especie dentro del género es difícil, debido a que todavía no se han hecho los suficientes análisis de filogenia y la taxonomía aún está fluctuante, especialmente en lo que refiere a los límites de Phoenix dactylifera y quizás otras especies similares que se cultivaron en todo el mundo para consumo de los dátiles.

## Taxonomía
El género fue descrito por Carolus Linnaeus y publicado en Species Plantarum 2: 1188, en 1753. La especie tipo es: Phoenix dactylifera
Etimología
Phoenix: nombre genérico que deriva de la palabra griega: φοῖνιξ (phoinix) o φοίνικος (phoinikos), nombre para la palmera datilera utilizado por Teofrasto y Plinio el Viejo. Es muy probable que se refirieran al fenicio, Phoenix, hijo de Amyntor y Cleobule en la Ilíada de Homero, o al ave fénix, el ave sagrada del Antiguo Egipto.
La clasificación en especies aún está fluctuante, como listada en Del Cañizo (2011):
- Uhl y Dransfield (1987) Genera Palmarum, la primera edición.
- S.C. Barrow (1998) A revision of Phoenix. (ed. Kew Gardens) Una monografía taxonómica cuya clave debe ser consultada para determinar los casos más difíciles.
- Dransfield y Govaerts (2005) World Checklist of Palms.
- Dransfield et al. (2008[5]) Genera Palmarum, la segunda edición.

## Especies aceptadas
- Phoenix acaulis Roxb. , 1820
- Phoenix andamanensis S.Barrow, 1998
- Phoenix atlantica A.Chev., 1935
- Phoenix caespitosa Chiov., 1929
- Phoenix canariensis H.Wildpret, 1882
- Phoenix dactylifera L., 1753
- Phoenix iberica (anteriormente fue una variedad de P. dactylifera, aunque actualmente es considerada otra especie)
- Phoenix loureiroi Kunth, 1841
- Phoenix paludosa Roxb., Fl. Ind. ed. 1832, 1832
- Phoenix pusilla Gaertn., 1788
- Phoenix reclinata Jacq., 1801
- Phoenix roebelenii O'Brien, 1889
- Phoenix rupicola T.Anderson, J. Linn. Soc., 1869
- Phoenix sylvestris (L.) Roxb., 1832
- Phoenix theophrasti Greuter, 1967[8]